# Sen pro nespavce
Sen pro nespavce (v anglickém originále Dream for an Insomniac) je americký romantický film z roku 1996, premiéru měl však až v roce 1998. Režisérkou filmu je Tiffanie DeBartolo. Hlavní role ve filmu ztvárnili Ione Skye, Jennifer Aniston, Mackenzie Astin, Michael Landes a Seymour Cassel. 

## Obsazení
| Ione Skye        | Frankie       |
| Jennifer Aniston | Allison       |
| Mackenzie Astin  | David Shrader |
| Michael Landes   | Rob           |
| Seymour Cassel   | strýček Leo   |
| Sean Blackman    | Juice         |
| Michael Sterk    | B.J.          |
| Leslie Stevens   | Molly Monday  |